# Give Me All Your Luvin’
A Give Me All Your Luvin’ egy dal Madonna amerikai énekesnőtől, Nicki Minaj trinidadiai-amerikai rapper és M.I.A. angol rapper közreműködésével, amely MDNA című tizenkettedik stúdióalbumának első kislemezeként jelent meg 2012. február 3.-án, a Live Nation Entertainment és az Interscope Records gondozásában. 2011. november 8-án egy demó változat szivárgott ki a dalból. A rendőrség egy 31 éves spanyol férfit fogott el később szerzői jogok megsértése miatt.
A dal dance-pop stílusú, new wave és diszkó elemekkel. A kritikusok szerint a felvétel gyengébb, mint Madonna korábbi kislemezei. Finnországban és Kanadában első lett, számtalan európai országban, Japánban és Dél-Koreában top 10-es. Madonna 38. olyan kislemeze lett, mely a Billboard Hot 100 listán top 10-es lett. 2011 decemberében forgatták a dalhoz tartozó videóklipet. 
Egy LMFAO közreműködésével készült remix a FIFA Street játékban is helyet kapott.

## Háttér
Az énekesnő 2010 decemberében jelentette be, hogy dolgozni fog egy új albumon: „Most már hivatalos! Dolgoznom kell. Izzadnom. Új zenét kell csinálnom! Olyat, amire táncolni tudok. A legőrültebb, legbetegesebb, legagresszívebb embereket keresem, hogy dolgozhassak velük. Madonna kifejtette, Nicki Minaj és M.I.A. mellett szeretne dolgozni, hiszen mindketten erős, szabad lányok, egyedi hanggal, és hozzátette, szereti a zenét, melyet képviselnek. Tisztelegni akart a sztárok előtt: „Ők nem hagyományos pop sztárok, igazán csodálom őket.” M.I.A. szerint a közreműködésre édesanyja rendkívül büszke, Madonnát eredeti előadónak nevezte. Így vélekedett: „Zenészként két ellentétes oldalát képviseljük a világnak. Szerintem ha mi összedolgozunk valamin, mint a Super Bowl, az király.”
2011. november 8-án két részlet szivárgott ki egy demó változatból. Ugyanezen a napon végül az egész dal felkerült a világhálóra. A Billboard így vélekedett: „Néhány órán belül a top 10-es trendekbe került Twitteren.” Guy Oseary, Madonna menedzsere így reagált: „Az új zenét az új évben terveztük kiadni. Örülök a demóhoz tartozó pozitív reakcióknak, de nagyon mérgesek vagyunk arra, aki kiszivárogtatta a dalt! Kérjük a rajongókat, hogy segítsenek megakadályozni a kiszivárgásokat. Sok minden van a tarsolyunkban. De várjátok ki.” A demóváltozatban M.I.A. és Nicki Minaj hangja nem hallható, viszont később kiderült, ők is közreműködtek a dalon. M.I.A. később Twitteren közölte, 2011. november 29-én New Yorkba megy. 2011. december 22-én a rendőrség elfogott egy 31 éves férfit Spanyolországban, aki a demót kiszivárogtatta. A férfi monogramja J.M.R., és magát „nagy Madonna rajongó”-nak nevezte. A férfi nem keresett hasznot a dal kiszivárogtatásával, később elengedték.
2012. január 29-én az Interscope Records bejelentette, a dal címe Give Me All Your Luvin’, és 2012. február 3-án jelenik meg. A dalt Madonna mellett Martin Solveig, Minaj, és M.I.A szerezte, producere Madonna és Solveig volt. A dal első kiadása lett a Live Nation Entertainment gondozásában, melyhez 2007-ben szerződött. Madonna egy három albumra szóló szerződést kötött az Interscope Records kiadóval. 2012. február 7-én debütált amerikai rádiók műsorain a szám.

## Videóklip
Nicki Minaj 2011. december 8-án Twitteren közölte, részt vett Madonna videóklipjének forgatásán. A klipet a MegaForce (Léo Berne, Charles Brisgand, Raphaël Rodriguez, és Clément Gallet) rendezte. A videó focis témára épül, a Super Bowl XLVI miatt, ahol Madonna fel is lépett. Az énekesnő a American Idol műsorán mutatott be egy előzetest a kisfilmből 2012. február 2-án. A teljes videó másnap jelent meg Madonna YouTube csatornáján.

## Élő előadások

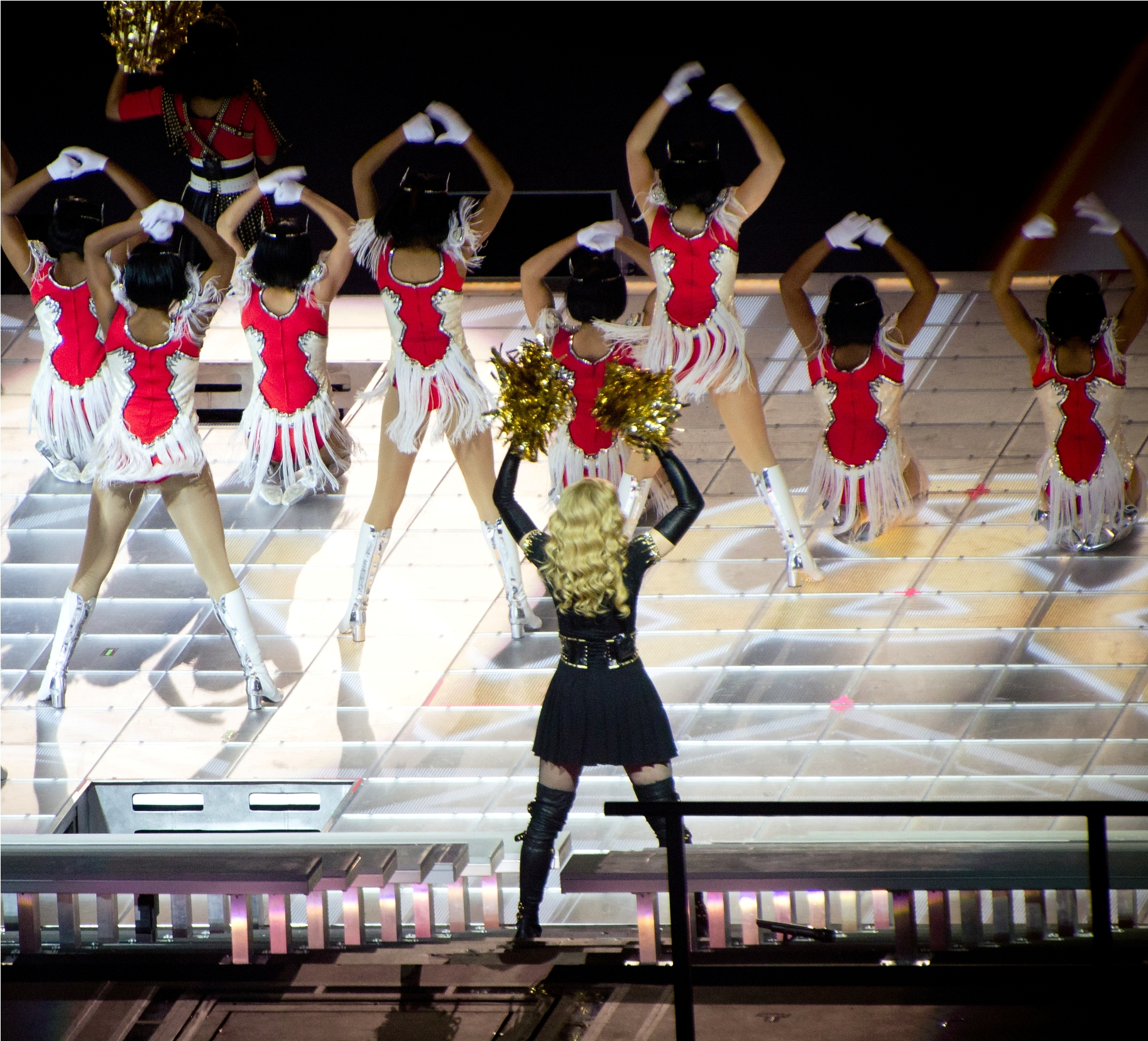
Madonna a Give Me All Your Luvin’ előadása közben a Super Bowl XLVI közben.

2011 decemberében bejelentették, Madonna a Super Bowl Halftime Show fellépője lesz Indianapolisban. Az énekesnő Cirque du Soleil mellett dolgozott, és Lady Gaga amerikai énekesnő helyett választották. A főpróba 320 óráig tartott; számtalan táncos vette ki részét a fellépésből. Madonna M.I.A. és Nicki Minaj mellett adta elő dalát, viszont a Vogue-t, Music-ot (az LMFAO mellett) részletekkel a Party Rock Anthem és Sexy and I Know It című dalokból, Open Your Heart-ot, Express Yourself-et és Like a Prayer-t (Cee Lo Green mellett) adta elő. M.I.A. egy ujj gesztusa után a média körében is népszerűvé vált a fellépés: középső ujját mutatta a kamera felé. Az NBC Universal és a National Football League kért elnézést az eset miatt.

## Számlista és formátumok
- Digitális letöltés[33]

1. Give Me All Your Luvin’ (közreműködik Nicki Minaj és M.I.A.) – 3:22

- Digitális letöltés – Remix[34]

1. Give Me All Your Luvin’ (Party Rock Remix) (közreműködik LMFAO és Nicki Minaj) – 4:03

## Megjelenések
| Ország           | Dátum             | Formátum                 | Kiadó                           |
| ---------------- | ----------------- | ------------------------ | ------------------------------- |
| Világszerte      | 2012. február 3.  | Rádiós premier, letöltés | Live Nation, Interscope Records |
| Németország      | 2012. február 24. | CD kislemez              | Interscope Records              |
| Egyesült Államok | 2012. március 6.  | CD kislemez              | Interscope Records              |
| Japán            | 2012. március 23. | CD kislemez              | Interscope Records              |